# Норт Хадсон (Висконсин)
Норт Хадсон (енгл. North Hudson) град је у америчкој савезној држави Висконсин.

## Демографија
По попису из 2010. године број становника је 3.768, што је 305 (8,8%) становника више него 2000. године.
| Група             | 2000.         | 2010.         |
| Белци             | 3.352 (96,8%) | 3.588 (95,2%) |
| Афроамериканци    | 10 (0,3%)     | 33 (0,9%)     |
| Азијати           | 37 (1,1%)     | 13 (0,3%)     |
| Хиспаноамериканци | 17 (0,5%)     | 70 (1,9%)     |
| Укупно            | 3.463         | 3.768         |